# Superleague Formula

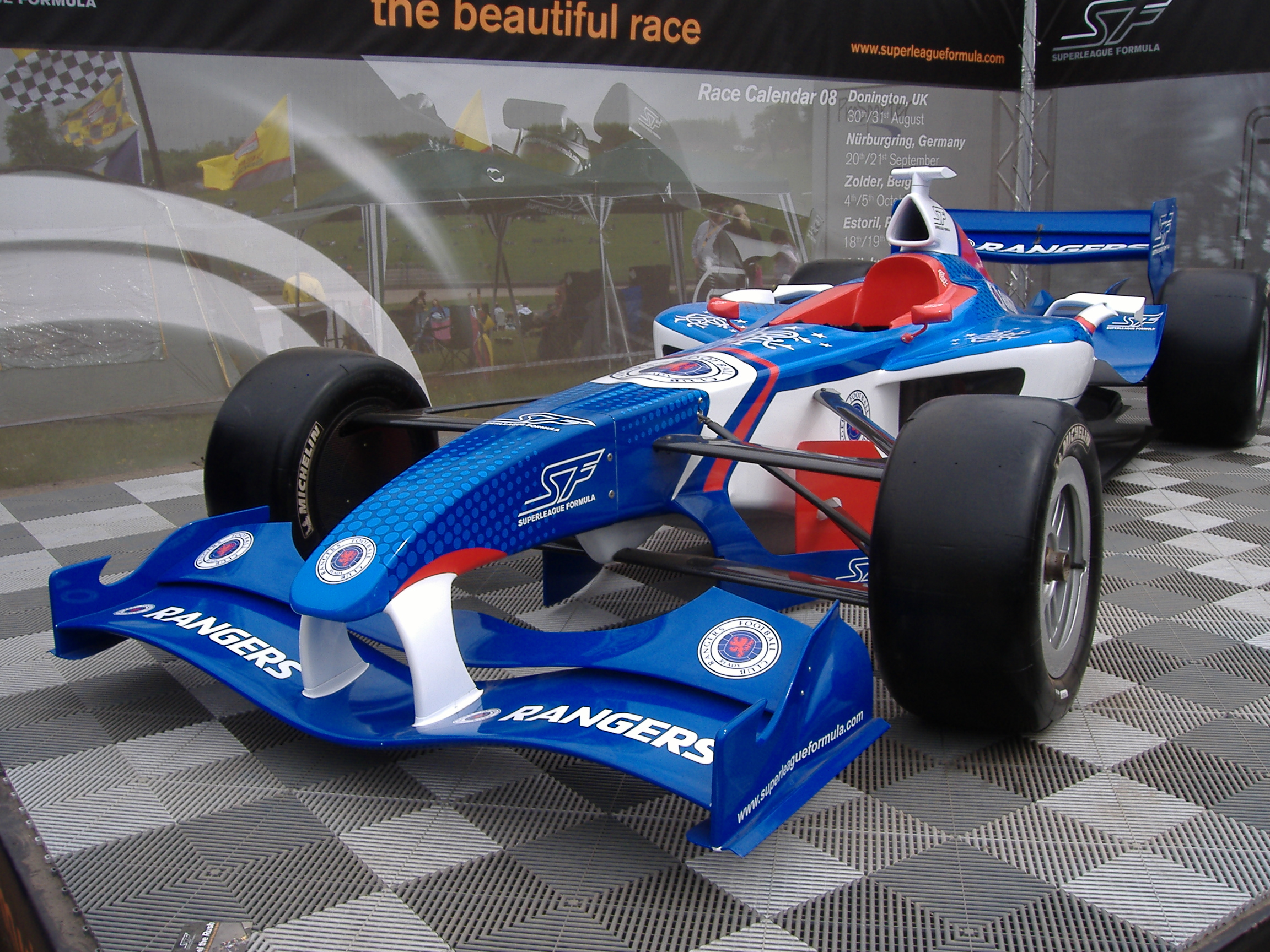
Auto van Glasgow Rangers

De Superleague Formula was een raceklasse die werd aangekondigd in 2005, en vanwege geldgebrek is opgeheven na het seizoen van 2011.

## Opzet
Er is de kwalificatie op de zaterdag en er zijn twee races op de zondag, de laatste heeft de reversed grid opstelling. Elke raceweekend waren er €1.000.000,- prijzengeld en punten voor het kampioenschap te verdienen in 2008. Het prijzengeld is voor 2009 drastisch verlaagd.

## Teams en coureurs uit 2010
- Alle teams reden op Michelin banden.

| Vlag | Alpha Team Alpha Motorsport/ADR |

| Vlag | LRS Formula Laurent Rédon Motorsport |

## De races

### 2008
| Circuit                  | Datum             | Winnaar Race 1                     | Winnaar Race 2                         |
| ------------------------ | ----------------- | ---------------------------------- | -------------------------------------- |
| Donington Park, Engeland | 31 augustus 2008  | Beijing Guoan Rijder: Davide Rigon | Sevilla FC Rijder: Borja Garcia        |
| Nürburgring, Duitsland   | 21 september 2008 | AC Milan Rijder: Robert Doornbos   | PSV Eindhoven Rijder: Yelmer Buurman   |
| Zolder, België           | 5 oktober 2008    | Liverpool Rijder: Adrian Valles    | Beijing Guoan Rijder: Davide Rigon     |
| Estoril, Portugal        | 19 oktober 2008   | Liverpool Rijder: Adrian Valles    | Al-Ain Rijder: Paul Meijer             |
| Vallelunga, Italië       | 2 november 2008   | Beijing Guoan Rijder: Davide Rigon | FC Porto Rijder: Tristan Gommendy      |
| Jerez, Spanje            | 23 november 2008  | AC Milan Rijder: Robert Doornbos   | Borussia Dortmund Rijder: James Walker |

### 2009
| Circuit                  | Datum            | Winnaar Race 1                        | Winnaar Race 2                                 |
| ------------------------ | ---------------- | ------------------------------------- | ---------------------------------------------- |
| Magny Cours, Frankrijk   | 28 juni 2009     | AC Milan Rijder: Giorgio Pantano      | Liverpool FC Rijder: Adrián Vallés             |
| Zolder, België           | 19 juli 2009     | Tottenham Hotspur Rijder: Craig Dolby | Al Ain FC Rijder: Esteban Guerrieri            |
| Donington Park, Engeland | 2 augustus 2009  | FC Basel Rijder: Max Wissel           | FC Porto Rijder: Tristan Gommendy              |
| Estoril, Portugal        | 6 september 2009 | Olympiacos Rijder: Esteban Guerrieri  | Sevilla FC Rijder: Sebastien Bourdais          |
| Monza, Italië            | 4 oktober 2009   | Sevilla FC Rijder: Sebastien Bourdais | Sporting Clube de Portugal Rijder: Pedro Petiz |
| Jarama, Spanje           | 8 november 2009  | Anderlecht Rijder: Yelmer Buurman     | Galatasaray Rijder: Ho-Pin Tung                |

### 2010
| Circuit                | Datum             | Winnaar Race 1    | Winnaar Race 2        |
| ---------------------- | ----------------- | ----------------- | --------------------- |
| Silverstone, Engeland  | 4 april 2010      | Tottenham Hotspur | Olympique Lyon        |
| Assen, Nederland       | 16 mei 2010       | Anderlecht        | Olympiacos            |
| Magny-Cours, Frankrijk | 23 mei 2010       | AC Milan          | FC Basel              |
| Jarama, Spanje         | 20 juni 2010      | Beijing Guoan FC  | Girondins de Bordeaux |
| Nürburgring, Duitsland | 27 juni 2010      | AC Milan          | FC Porto              |
| Zolder, België         | 18 juli 2010      | Olympiacos        | AS Roma               |
| Brands Hatch, Engeland | 1 augustus 2010   | Beijing Guoan FC  | PSV Eindhoven         |
| Estoril, Portugal      | 19 september 2010 | Beijing Guoan FC  | Olympiacos            |
| Monza, Italië          | 3 oktober 2010    | RSC Anderlecht    | Sevilla FC            |
| Jerez, Spanje          | 14 november 2010  | Beijing Guoan FC  | FC Porto              |

## Kampioenschappen
Het eerste seizoen liep tot zondag 23 november 2008. Beijing Guoan was het eerste team dat de titel wint. Hieronder de top vijf van de afgelopen jaren.
Top 5 kampioenschap 2008:
1. Beijing Guoan - 413 punten
2. PSV - 337 punten
3. Milan - 335 punten
4. Liverpool - 325 punten
5. Roma - 307 punten

Top 5 kampioenschap 2009:
1. Liverpool - 412 punten
2. Tottenham - 382 punten
3. Basel - 308 punten
4. Anderlecht - 305 punten
5. Porto - 302 punten

Bij de coureurs kampioen:
2008
1. Davide Rigon

2009
1. Adrián Vallés

## De auto

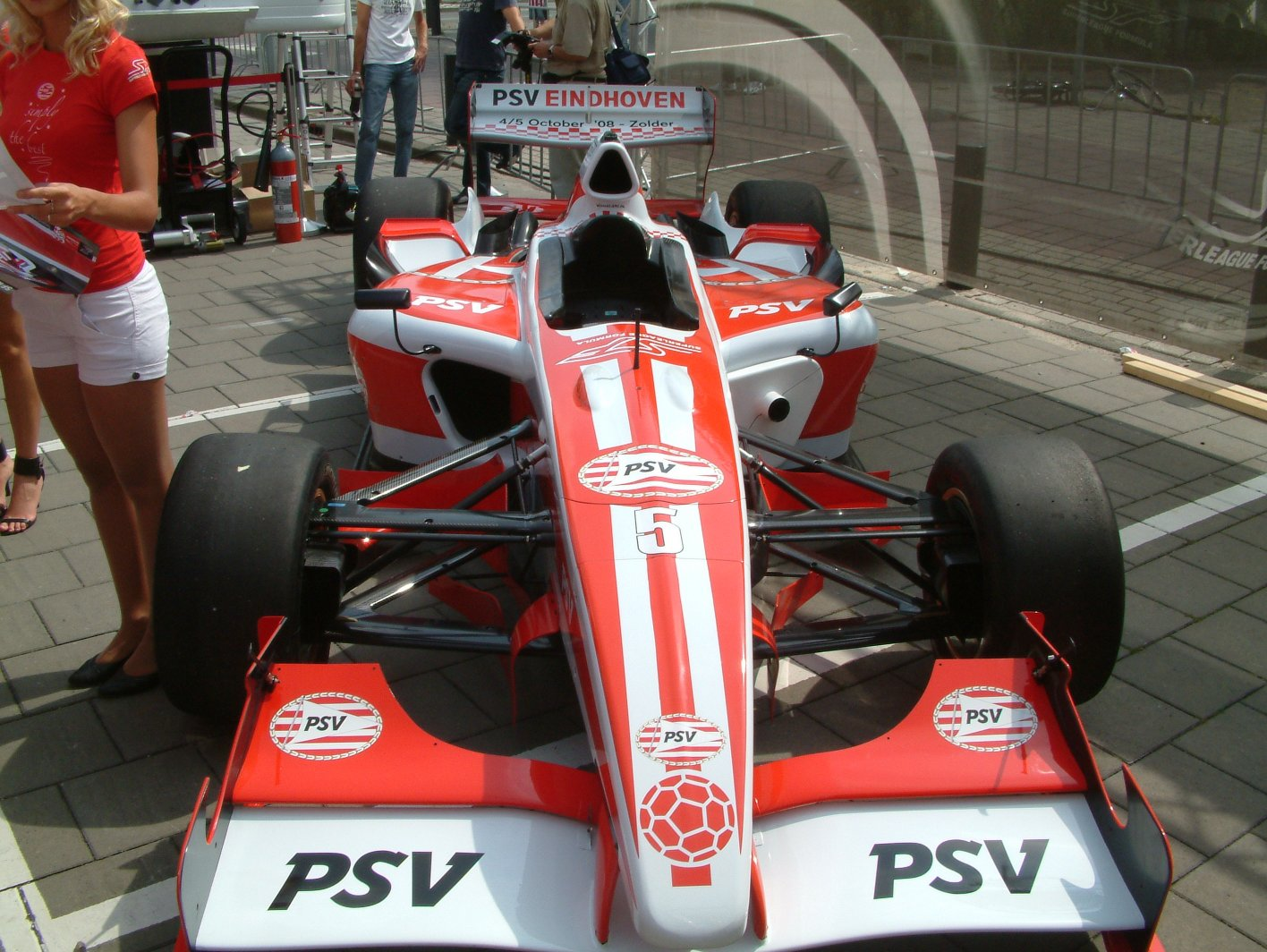
De auto van PSV Eindhoven.

Alle auto's zijn gelijk in deze klasse en worden gemaakt door Élan Motorsport Technologies die ook de auto's voor de Champ Car maakt. Het chassis en de carrosserie zijn van koolstofvezel. De motor is een V12 met een inhoud van 4200cc en een vermogen van 750 pk. Alle auto's staan op Michelin-slicks.

## Nederlandstalige deelnemers
Voor Nederland heeft PSV Eindhoven deelgenomen. De andere Nederlandstalige deelnemer was de Belgische topclub RSC Anderlecht. Laatstgenoemde kende al pech bij de proefritten begin augustus, waarbij de bolide van RSCA uitbrandde na een ongeluk.